# Endorphine Production
Die Endorphine Production GmbH ist eine deutsche Filmproduktionsgesellschaft von Fabian Massah und Marc Malze mit Sitz in Berlin und München.

## Geschichte
Die Endorphine Production GmbH wurde 2004 von den DFFB-Absolventen Marc Malze und Fabian Massah gegründet. Bisherige Produktionen umfassen u. a. die Filme Men On The Bridge (2009) und Atlantic. (2014). 2017 gewann Los Versos del Olvido – Im Labyrinth der Erinnerung auf dem Filmfestival Venedig den Preis für das Beste Drehbuch und den Kritikerpreis. Symphony of Now (2018), ein Remake des Stummfilmklassikers Berlin – Die Sinfonie der Großstadt, ist ebenfalls bundesweit in den Kinos gestartet.
Seit 2000 sind Marc Malze und Fabian Massah außerdem als Regisseur bzw. Produzent von Werbe- und Industriefilmen tätig.

## Produzierte Filme
- 2009: Men On The Bridge - Regie: Aslı Özge
- 2014: Atlantic. – Regie: Jan-Willem van Ewijk
- 2017: Los Versos del Olvido – Im Labyrinth der Erinnerung - Regie: Alireza Khatami
- 2018: Symphony of Now - Regie: Johannes Schaff